# Acanthonyx petiverii
Acanthonyx petiverii is een krabbensoort uit de familie van de Epialtidae. De wetenschappelijke naam van de soort werd in 1834 voor het eerst geldig gepubliceerd door Henri Milne-Edwards.